# マシュダ
マシュダ（Mashda）は、古代メソポタミア、キシュ第1王朝の王。

## 略歴
シュメール王名表によると、キシュ第1王朝（紀元前2900年頃以降）の11代目の王であり、アタブの息子。
エタナ以前の王と同様、動物に因んで名付けられた。マシュダはアッカド語でガゼル（gazelle）を意味する。